# Tsachiagiin Elbegdordsch

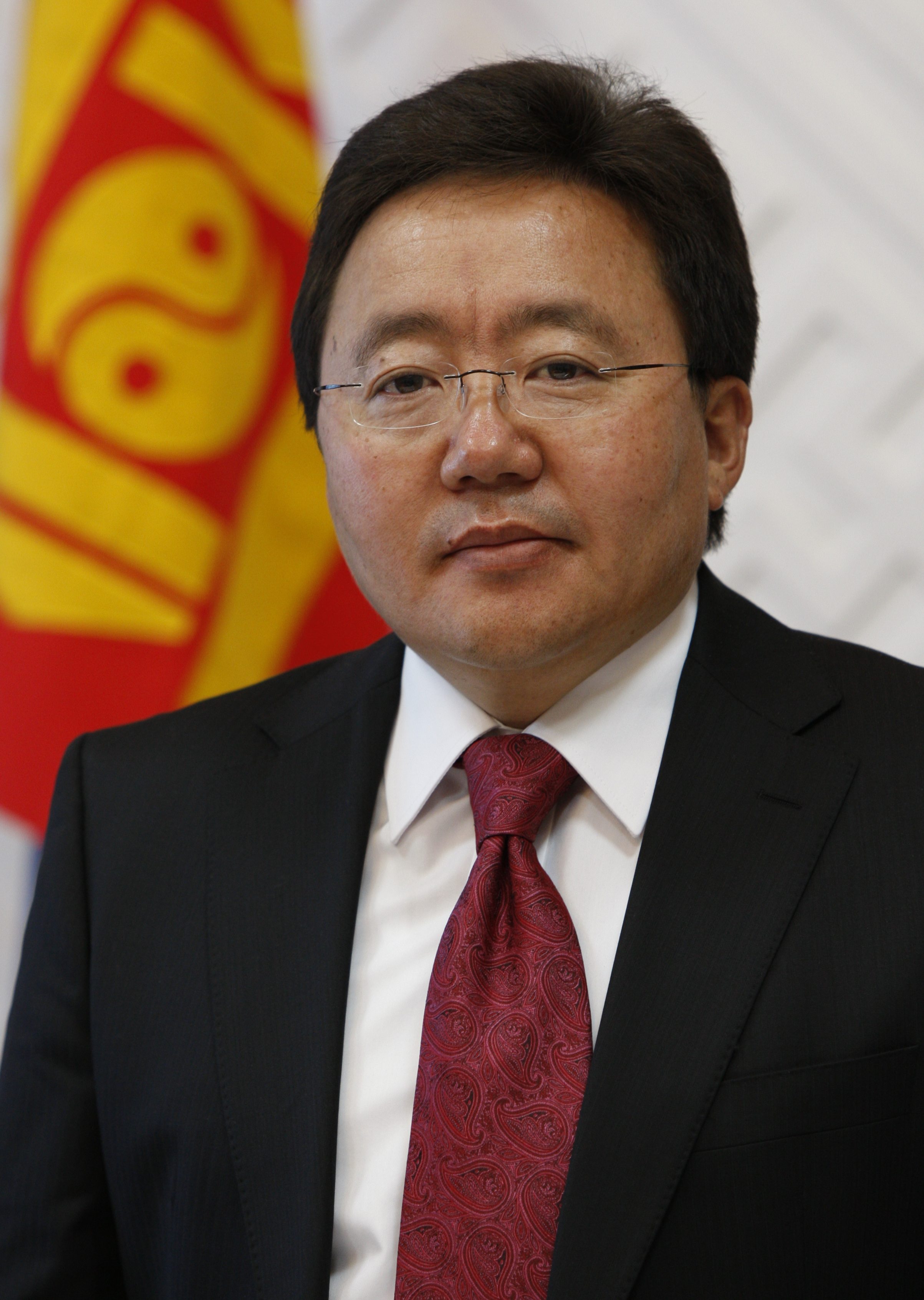
Tsachiagiin Elbegdordsch (2009)

Tsachiagiin Elbegdordsch (mongolisch Цахиагийн Элбэгдорж; * 30. März 1963 in Zereg, Chowd-Aimag) ist ein mongolischer Politiker. Er war vom 23. April bis zum 9. Dezember 1998 und vom 20. August 2004 bis zum 25. Januar 2006 Premierminister und von Juni 2009 bis Juli 2017 Präsident der Mongolei.
Die von ihm angeführte Demokratische Union leitete die Demokratisierung der Mongolei ein und trug dazu bei, dass nach 75 Jahren der sozialistische Einparteienstaat zugunsten einer offenen und demokratischen Gesellschaft beseitigt wurde.

## Leben

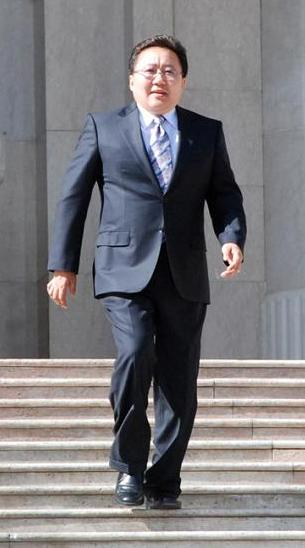
Tsachiagiin Elbegdordsch (2009)

Elbegdordsch erwarb 1988 einen BA in Journalismus am Militärpolitischen Institut der UdSSR in Lwiw (heute in der Ukraine) und 2002 einen Master-Abschluss in Öffentlicher Verwaltung an der Kennedy School of Government der Harvard University. Von 1981 an war er bei der Erdenet-Bergbaugesellschaft beschäftigt. Von 1988 bis 1990 arbeitete er als Journalist bei der Armeezeitung Ulaan-Od.
Am 1. Juli 2007 wurde Elbegdordsch bei einem Verkehrsunfall auf der Fahrt zwischen Charchorin und Ulaanbaatar schwer verletzt.
2012 wurde ihm der Champions of Earth Award verliehen.

### Demokratiebewegung
Am Morgen des 10. Dezember 1989 fand vor dem Palast der Jugend in Ulan Bator erstmals eine öffentliche pro-demokratische Demonstration in der Mongolei statt. Dort verkündete Elbegdordsch die Gründung einer demokratischen Bewegung. Seine Anhänger gaben ihm dafür den Übernamen „Goldener Falke der Demokratie“.
1990 gründete er die erste unabhängige Zeitung der Mongolei, Demokratie, und bekleidete dort den Posten des Chefredakteurs. Der mongolische Presseverband verlieh ihm 2000 den „Stern der Pressefreiheit“ für seine Bemühungen, freie Medien zu etablieren und zu beschützen. 1995 beteiligte er sich an der Gründung des Fernsehsenders Eagle TV, einem mongolisch-amerikanischen Joint-Venture.
Als erster Präsident des 1991 gegründeten Viehzüchterverbandes half er mit, die Reprivatisierung des im Sozialismus weitgehend kollektivierten Weideviehs zu organisieren, wodurch die Nomaden ihre Lebensgrundlage zurückerhielten. 2000 gehörte er zu den Mitbegründern der NGO „Freiheitszentrum“, 1992 wurde er ins Beratergremium der Stiftung „Junge Führer“ berufen, und 1993 wurde er zum leitenden Mitglied der Akademie für Politische Bildung. Von 2002 bis 2003 war er als Berater für das UN-Projekt „Millennium Entwicklungsziele“ tätig sowie für das Projekt „Freie Presse“ in Washington.

### Politische Karriere
Zwischen 1990 und 2000 wurde Elbegdordsch dreimal ins mongolische Parlament gewählt. Er war maßgeblich am Entwurf und an der Einführung der neuen Verfassung beteiligt, die Menschenrechte, Demokratie und Marktwirtschaft in der Mongolei ermöglichte.
Als Chef der Demokratischen Partei führte er mit anderen zusammen eine demokratische Koalition zu einem historischen Sieg in den Parlamentswahlen von 1996. Von 1996 bis 2000 war er Mehrheitsführer und von 1996 bis 1998 Vizepräsident des Parlamentes.
Als Vorsitzender der Staatskommission zur Rehabilitation initiierte er die formelle Entschuldigung des Staates gegenüber den Opfern der stalinistischen Säuberungen und ihren Familien. Die Kommission setzte das Rehabilitationsgesetz durch, das die Rehabilitation und Entschädigung regelt und zukünftige Menschenrechtsverletzungen untersagt.

### Regierungstätigkeit
1998 wurde ein Verfassungsartikel gestrichen, der bis dahin Parlamentsmitgliedern die Teilnahme an der Regierung untersagt hatte. Am 23. April des gleichen Jahres wurde Elbegdordsch der jüngste Premierminister in der aktuellen mongolischen Geschichte. Während dieser Amtszeit versuchte er die ökonomischen, strukturellen und sozialen Probleme des Landes anzugehen und setzte die Öffnung der Außenpolitik fort. Am 9. Dezember setzte ihn aber das von seiner eigenen Partei dominierte Parlament wieder ab.
Am 20. August 2004 wurde Elbegdordsch zum zweiten Mal Premierminister, diesmal in einer großen Koalition mit der Mongolischen Revolutionären Volkspartei (MRVP), nachdem die Wahlen zu einem Kräftegleichgewicht im Parlament geführt hatten. In dieser Amtszeit nahm er sich die Bekämpfung der Korruption vor und ersetzte Russisch durch Englisch als erste offizielle Fremdsprache.
Die MRVP zog sich aber entgegen der Koalitionsvereinbarung am 11. Januar 2006 aus der Regierung zurück, wodurch Elbegdordsch am 13. Januar seinen Rücktritt einreichen musste. Am 25. Januar übergab er die Amtsgeschäfte an den MRVP-Parteichef Mijeegombyn Enchbold.
Bei der Präsidentschaftswahl 2009 konnte er sich knapp gegen den Amtsinhaber Nambaryn Enchbajar von der MRVP durchsetzen und wurde am 18. Juni als Staatspräsident der Mongolei vereidigt.
Bei der Präsidentschaftswahl am 26. Juni 2013 wurde er mit 50,23 % der Stimmen wiedergewählt.
Bei der Präsidentschaftswahl am 7. Juli 2017 konnte er nach zwei Amtszeiten nicht mehr antreten. Als sein Nachfolger wurde Chaltmaagiin Battulga, ebenfalls von der Demokratischen Partei, gewählt.

### Mitglied von The Elders
Tsachiagiin Elbegdordsch ist seit 2022 Mitglied des Zusammenschlusses von herausragenden ehemaligen Staatsmännern und -frauen, Friedensaktivisten, Menschenrechtlern sowie prominenten Intellektuellen The Elders, der 2007 von Nelson Mandela auf Initiative von Peter Gabriel und Richard Branson gegründet wurde. Ziel der Gruppe ist es, die Erfahrung, die Beziehungen und den öffentlichen Einfluss der Mitglieder zur Lösung globaler Probleme einzusetzen.

## Werke, Sonstiges
Elbegdordsch publizierte in der Mongolei mit Pfad der Freiheit und Die Jahre der Last bislang zwei Bücher. Als Journalist veröffentlichte er eine große Zahl an Essays und Artikeln, sowohl in der Mongolei als auch in internationalen Publikationen. Er hält Vorlesungen an der Mongolischen Nationaluniversität und ist ein gefragter Redner im In- und Ausland zu Themen wie internationale Sicherheit, Freiheit und Entwicklung.
Elbegdordsch trat als Schlussredner auf der Münchner Sicherheitskonferenz im Februar 2023 auf. Er forderte die Anwesenden auf, den Ukrainekrieg als Teil einer weltpolitischen Auseinandersetzung zwischen Freiheit und Autokratie zu sehen. Für diese Auseinandersetzung brauche man auf der ganzen Welt Verbündete. Am 12. Februar 2024 kommentierte Elbegdordsch auf x (vormals Twitter) den Einmarsch Russlands in die Ukraine mit einigen Karten zur früheren Ausdehnung der Mongolei und den Worten: "After Putin’s talk. I found Mongolian historic map. Don’t worry. We are a peaceful and free nation".